# Barragem do Apertado
A Barragem do Apertado é uma represa no curso do rio Paraguaçu, construída a 26 km da sede do município brasileiro de Mucugê, região central da Chapada Diamantina, no estado da Bahia. Sua construção teve início em 1996 e foi concluída em julho de 1998 pela Companhia de Engenharia Hídrica e de Saneamento da Bahia (Cerb), com destinação principal servir à irrigação agrícola, mantendo ainda fluxos definidos para o abastecimento humano e do curso regular ao ecossistema.

## Características
É uma barragem do tipo "maciço homogêneo em terra com vertedor lateral". Possui um volume de 108 milhões de metros cúbicos, e o lago por ela formado tem uma extensão de 23 quilômetros. Tem, assim, potencial para irrigar em torno de 16 000 hectares ao ano.
No lugar existe uma avançada agricultura irrigada, de forma que sua construção foi um importante fator de desenvolvimento econômico para a região que serve, denominado de "Pólo Agrícola Mucugê-Ibicoara", gerando por outro lado preocupações ambientais, sendo para tal criada a Área de Proteção Permanente da Barragem do Apertado. Existem duas fontes de captação da água para a agricultura, um a montante e outro a jusante do lago, e a forma principal de irrigação é o de pivô central.
Além de Mucugê, sua área de contribuição inclui partes dos municípios de Ibicoara e Barra da Estiva, ocupando 116.800 ha. Sua vazão é de 8,90 m³/s. Suas cotas de coroamento e de vertedor são de 1 023,70 m e 1 017,00 m, respectivamente. Além do fluxo para este fim destinada a barragem possui tubulação na sua parte inferior com o objetivo de manter uma demanda fixa de manutenção do curso d'água e consequentemente assegurar seu ecossistema; essa vazão é disciplinada por uma instrução normativa, e deve manter fluxo de 20% da vazão regular do corpo hídrico.
Em 2019, após relatório da Agência Nacional de Águas que falava de riscos de rompimento da barragem, uma comitiva da Assembleia Legislativa da Bahia visitou o local, determinando a seguir a inspeção a fim de se verificar o real estado da construção.